# Feminisme ateu
L'ateisme feminista o feminisme ateu defensa la igualtat de drets i deures entre homes i dones en una societat sense religió.
El feminisme ateu senyala a la religió organitzada com la principal font d'opressió envers la dona, de desigualtat de gènere i de supressió de la llibertat sexual i determinats drets humans bàsics. Per les feministes atees, la participació en una fe és l'acceptació de la submissió al patriarcat i a les accions antifeministes de les religions organitzades.

## Història
Els grups de feministes que renuncien a la fe per qüestions de desigualtat de gènere existeixen de forma oficial des que Annie Laurie Gaylor va fundar al 1978 la major organització d'ateus i agnòstics, la Freedom From Religion Foundation, una fundació amb uns 13.000 socis. El treball de Gaylor en la fundació i les seves publicacions sobre dona i religió han inspirat gran part de l'organització del feminisme ateu.

## Dones i màgia negra
En les religions s'ha acusat freqüentment a les dones d'estar relacionades amb el dimoni i la màgia negra. Durant els cinc segles de funcionament de la Inquisició a Espanya, algunes dones van ser cremades vives en fogueres per ordre del règim catòlic sota l'acusació de bruixeria. La menstruació ha estat sempre descrita com a tabú brut i primitiu en molts textos religiosos, i la capacitat de parir i cuidar nens ha estat vista com quelcom sospitós de ser ensenyat pel mal.

## Paper de la dona en el rol religiós
Cap de les religions majoritàries (Islam, Cristianisme, Budisme, Hinduisme o Judaisme) tenen a una dona com a deïtat o personificació mortal. De fet, a les dones sempre se'ls ha negat l'educació a causa que la religió la considerava innecessària per a elles.
Un altre dels arguments del feminisme ateu és que la jerarquia de les religions sempre ha estat dominada per homes, i les interpretacions de textos i símbols sempre han exclòs la perspectiva femenina. Per exemple, la dona es considera igual que l'home en la llei islàmica (sharia), però la interpretació (masculina) de l'Alcorà ha mantingut a la dona sotmesa durant segles.

## Religions profeministes
Poden associar-se al feminisme el Neopaganisme, la Wicca o el culte a les deesses i altres formes d'espiritualitat no basades en la salvació, encara que per al feminisme ateu només són altres maneres inadequades d'actuar després de renunciar a les creences patriarcals.